# Sztuczna rzadkość
Sztuczna rzadkość – działanie marketingowe, polegające na sztucznym ograniczeniu dostępu do produktu, mimo że jest go pod dostatkiem, w celu zwiększenia popytu na dany produkt. Rzadkość produktu powoduje, że jest on bardziej atrakcyjny. Jest to wykorzystanie zjawiska FOMO.

## Rodzaje działań
- ograniczenie czasowe,
- ograniczenie ilościowe,
- ograniczenie do pewnej grupy osób.

## Przykłady
Przykładem może być limitowana edycja dowolnego produktu. Licznik na stronie internetowej, po którego osiągnięciu nie będzie możliwy zakup produktu. Taki licznik może się resetować przy wejściu na stronę, ale może to być także faktyczne okienko sprzedażowe, czyli ramy czasowe, w których dostępny jest dany produkt.